# Bernard Chambers
Bernard Chambers (1903 – 1936) là một cầu thủ bóng đá người Anh thi đấu ở Football League cho Mansfield Town và Rotherham United.